# نیایش پهلوی
کتاب نیایش پهلوی یا مزامیر پهلوی (انگلیسی: Pahlavi Psalter) ۱۲ صفحه بخش غیرپیوسته از ترجمۀ فارسی میانه یک نسخۀ سریانی از کتاب مزامیر نام داده شده که به خط پهلوی مزامیری نوشته شده‌است.
کتاب نیایش پهلوی در سال ۱۹۰۵ میلادی توسط اکسپدیشن آلمانی تحت نظر آلبرت فن لوکوک همراه با جمعی از دیگر نسخه‌های خطی مسیحی پراکنده در خرابه‌های کتابخانه شویی در بولائیق (در نزدیکی تورفان، که امروزه در استان خودمختار سین‌کیانگ چین قرار گرفته است.) کشف شد. مدارک برای تجزیه و تحلیل، به برلین فرستاده شد و تا امروز در آنجا باقی مانده‌است.
«کتاب نیایش پهلوی»، قدیمی‌ترین نمونۀ بازمانده از نوشته‌های پهلوی است که ادبیات تشکیل شده با استفاده از سیستم نوشتن پهلوی را نشان می‌دهد.
صفحه‌های باقی‌مانده احتمالاً به ۶ یا ۷ قرن تاریخ از خود ترجمه باز می‌گردد.
این لوح‌ها، مانند همۀ نمونه‌های دیگر از نوشته‌های پهلوی، از زبان آرامی مشتق گردیده است.
البته لازم به ذکر است که نام مشهور و اصلی این نوشته در زبان فارسی نه مزامیر یا نیایش بلکه زبور پهلوی است